# Felis silvestris lybica
O Gato-selvagem-africano (nome científico: Felis silvestris lybica), gato-da-Núbia ou gato-da-Líbia é uma subespécie do gato-selvagem que habita a África, o leste asiático, a Ásia central, norte da península indiana e oeste da China.
A IUCN o classifica como pouco preocupante quanto seu risco de extinção.

## Domesticação
No Chipre, um gato selvagem africano foi encontrado numa tumba de cerâmica próxima a outras tumbas contendo restos mortais humanos datados do período neolítico.
Estima-se que estas tumbas foram construídas por agricultores neolíticos há cerca de 9500 anos atrás, sendo a mais antiga evidência da associação entre homens e gatos, indicando que neste período iniciou-se a domesticação desta espécie, a qual futuramente daria origem aos atuais gatos domésticos.